# Pozoamargo
Pozoamargo es un municipio y localidad española de la provincia de Cuenca, en la comunidad autónoma de Castilla-La Mancha. El término municipal, que destaca por su producción vitivinícola, tiene una población de 265 habitantes (INE 2024).

## Historia
A mediados del siglo XIX, el lugar contaba con una población censada de 768 habitantes. La localidad aparece descrita en el decimotercer volumen del Diccionario geográfico-estadístico-histórico de España y sus posesiones de Ultramar de Pascual Madoz de la siguiente manera:

POZO AMARGO: l. con ayunt. en la prov. y dióc. de Cuenca (12 leg.), part. jud. de San Clemente (3), aud. terr. de Albacete (10), c. g. de Castilla la Nueva (Madrid 28): sit. al estremo S. de la prov. en terreno llano, con clima templado, combatido por el E. y S. y propenso á dolores de costado. Consta de 200 casas de mediana construccion, y una cárcel aunque mala; escuela de primeras letras á la que concurren 22 niños y 12 niñas, retribuida por los padres de los alumnos; igl. parr. (la SSma. Trinidad) aneja de la de Sisante, servida por un teniente; una ermita titulada de los Corazones en el pueblo, y otra en un elevado cerro poblado de olivos, titulada de Ntra. Sra. de la Cabeza, y varios pozos de que se utilizan los vec. El térm. confina por N. San Clemente; por E. Picazo; S. Sisante, y O. Vara de Rey: el terreno es de buena calidad y en especial para olivos: los caminos son locales y en mal estado: la correspondencia se recibe de San Clemente los lunes, jueves y sábados. prod.: trigo, cebada, centeno, avena, vino y aceite, siendo los dos últimos de la mejor calidad y la mayor cosecha; se cria ganado lanar, y caza de liebres, perdices y conejos. ind.: la agrícola y 3 molinos de aceite. comercio: la venta de trigo, aceite y vino, é importacion de arroz, alubias, garbanzos y demas art. necesarios. pobl.: 193 vec. 768 alm. cap. prod.: 1.834,220 rs. imp.: 91,711: el presupuesto municipal asciende á 3,000 rs., y se cubre con las rentas de puestos públicos y reparto vecinal.
(Madoz, 1849, p. 189)

## Demografía
Pozoamargo cuenta con una población de 265 habitantes (INE 2024).
| Gráfica de evolución demográfica de Pozoamargo entre 1842 y 2021 |
| |
| Población de derecho según los censos de población del INE Población de hecho según los censos de población del INEEn estos censos se denominaba Pozo Amargo: 1842 y 1857 |

## Monumentos
- Iglesia parroquial de la Santísima Trinidad.[2] Se trata de una iglesia pequeña que cuenta con una nave principal en la que se muestra un retablo construido en madera. En el lado derecho de la iglesia se encuentra la capilla donde esta la Virgen del Rosario y el Santo Sagrario.
- Ermita de Nuestra Señora de la Cabeza.[2]
- Casa Costillas.
- El Calvario: Son tres cruces situadas a la entrada del pueblo.
- Ayuntamiento: Se encuentra en la plaza de su mismo nombre,junto a la iglesia. Se divide en dos plantas con unas escaleras centrales y un techo artesonado muy agradable.
- Plaza del barrio: Es una plaza que tiene una localización muy céntrica, en esta hay una fuente y varios árboles y jardines, en verano es un lugar de encuentro entre amigos, vecinos y conocidos.
- Parque infantil: situado en "la vereda" un parque muy conectado a la naturaleza,junto a este se encuentran las pistas de petanca.
- Centro social.
- "El pozo abajo": pozo junto a sus correspondientes pilones que se sitúa junto a un parque lleno de rosales,vides y varias flores y demás aromáticas,al lado de la nave municipal.  También encontramos una barbacoa en el.
- Bodega artesanal "las calzadas". Bodega familiar donde realizan sus vinos en ánforas y tinajas de barro al igual que antaño. Con una arquitectura típica de esta zona.
- Cooperativa "ntra señora de la cabeza". En esta se realizan unos vinos muy buenos también, y únicos de esta zona.

## Fiestas
- San Blas. Las fiestas se celebran el primer fin de semana de febrero.
- Virgen de La Cabeza. Las fiestas se celebran el último domingo de abril en honor de la Virgen de la Cabeza.
- San Isidro (15 de mayo).
- Semana Cultural. Desde la 2.ª semana de agosto hasta el 15 de agosto.